# Кенитра
 Тази статия е за града в Мароко.  За провинцията вижте Кенитра (провинция).  
Кенитра (на арабски: القُنَيْطَرَة, [alqunajtˤira]) е град в северно Мароко, административен център на провинция Кенитра. Населението му е около 431 000 души (2014).
Разположен е на 26 метра надморска височина в равнината Гарб, при вливането на река Себу в Атлантическия океан и на 35 километра североизточно от центъра на Рабат. Селището е основано през 1912 година като опорен пункт на френската колониална администрация, през Студената война край него има военна база на Съединените американски щати, а днес там е разположена голяма безмитна зона с множество промишлени предприятия, сред които открит през 2019 година автомобилен завод на „Стелантис“.

## Известни личности
Родени в Кенитра
- Найеф Агерд (р. 1996), футболист